# Josef Maurer (Archäologe)
Josef Maurer (* 30. Mai 1868 in Wimpasing bei Wasserburg am Inn; † 8. Juni 1936) war ein deutscher Archäologe.

## Leben
Josef Maurer wurde als ältester Sohn der Landwirte Josef und Karolina Maurer in Wimpasing, heute Gemeinde Eiselfing, geboren. Um 1890 verlegte er seinen Wohnsitz nach Bad Reichenhall und heiratete im selben Jahr die Kaufmannstochter Monika Kaltmüller. Er war der erste Museumskurator des Städtischen Heimatmuseums in Bad Reichenhall und leitete es zwischen 1900 und 1908. 1908 wurde Maurer an das Konservatorium der Kunstdenkmale und Altertümer Bayerns in München berufen, das noch während seiner Amtszeit in Bayerisches Landesamt für Denkmalpflege umbenannt wurde. 1914 verstarb Maurers erste Frau Monika, 1917 verletzte er sich bei Ausgrabungen schwer am linken Auge, 1918 heiratete er Therese Schatz. Aus beiden Ehen gingen insgesamt fünf Kinder hervor. 1933 wurde Maurer pensioniert, am 8. Juni 1936 verstarb er. Josef Maurer ist gemeinsam mit seinen beiden Ehefrauen auf dem Münchner Ostfriedhof in Obergiesing beigesetzt.

## Ausgrabungen

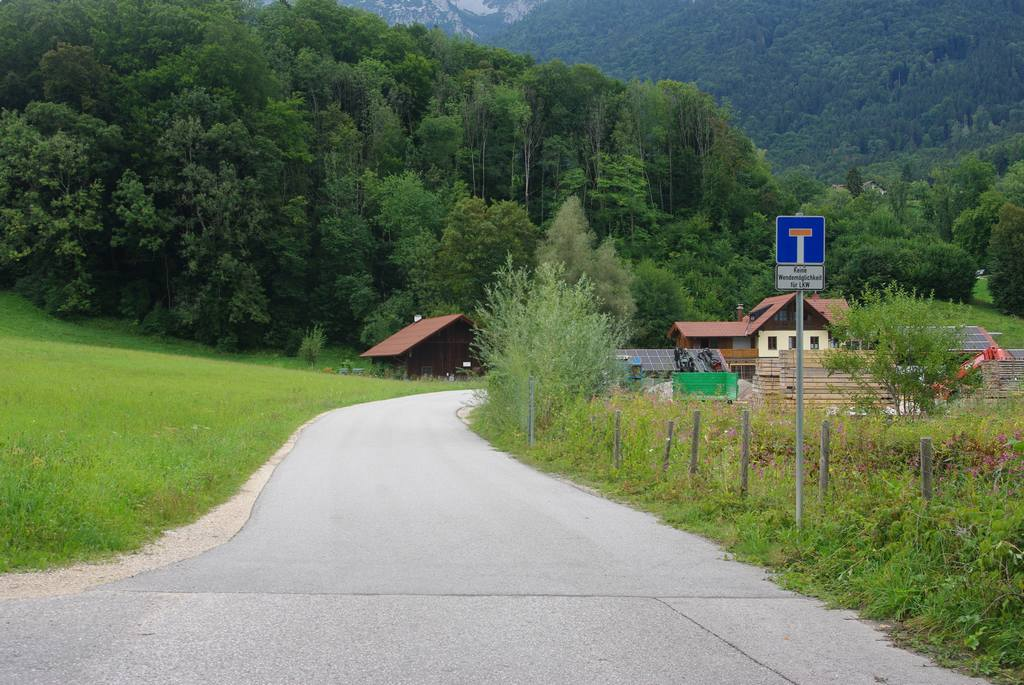
Fischzuchtstraße in Bad Reichenhall, Bereich der damaligen Römersiedlung

Bereits im Kindesalter versuchte Josef Maurer sich als Archäologe und konnte einige Funde an das Museum Wasserburg weitergeben. Die erste größere Ausgrabung leitete Maurer im Langackertal in der Gemeinde Karlstein, die heute zu Bad Reichenhall gehört. An der sogenannten Pilzenwiese im nördlichen Teil der heutigen Fischzuchtstraße untersuchte er ab 1891 ein römerzeitliches Brandgräberfeld. Nachdem Max von Chlingensperg auf Berg das Areal käuflich erworben hatte, setzte Maurer seine Ausgrabungen im südlichen Teil der Fischzuchstraße fort. Dort untersuchte er zwischen 1892 und 1899 eine römische Siedlung aus der mittleren Kaiserzeit, die sich auf dem Areal einer Siedlung aus der Urnenfelderzeit befand. Im Langackertal folgten auf die Lehmfachwerkhäuser der Urnenfelderzeit die in der Kaiserzeit üblichen Bruchsteinbauten, die bis um die Mitte des 3. Jahrhunderts bestanden. Maurer untersuchte insgesamt zehn Gebäude, er fand zudem einen Verbrennungsplatz für Verstorbene sowie einen Badetrakt.
Eine der wichtigsten Arbeiten Maurers waren die Ausgrabungen an der heutigen Schmalschlägerstraße in Karlstein, an den nördlichen Abhängen der Höhenlagen, auf denen sich die Burgruine Karlstein sowie die St.-Pankraz-Kirche befinden. Die von ihm untersuchten vorgeschichtlichen Siedlungsplätze von Karlstein gaben wichtige Aufschlüsse auf die Dauer der Besiedelung des Bad Reichenhaller Talkessels. Die ältesten Funde stammen aus der Zeit der Glockenbecherkultur – Reste von Behausungen und Tonscherben – und belegen damit eine über viertausendjährige Besiedelungsgeschichte der Stadt. Maurer untersuchte zudem neun bronzezeitliche Wohnstätten sowie fünf Wohnstätten und einen Friedhof aus der Urnenfelderzeit. Die archäologisch wertvollsten Funde stammen aus der La-Tène-Zeit. Die umfangreichen Münzfunde in Karlstein am Haiderburgstein sowie der Nachweis der Münzprägung waren die Grundlage für die Benennung einer Silbermünze als Kleinsilber Karlsteiner Art. Diese Münzen sind im gesamten Ostalpenraum bis nach Slowenien nachweisbar. Paul Reineckes Chronologiesystem Spätlatène D basiert ausschließlich auf den umfangreichen Funden Maurers in Karlstein.
Maurers letzte Ausgrabungen im Gebiet um Bad Reichenhall erfolgten bis 1908 in Hammerau bei Ainring, wo Maurer 70 Gräber aus der Merowingerzeit untersuchte.
Nach seinem Wechsel ans Konservatorium der Kunstdenkmale und Altertümer Bayerns leitete er unzählige Ausgrabungen in ganz Bayern, unter anderem bei der Villa rustica im Münchener Stadtteil Denning.

## Auszeichnungen
Am 7. Januar 1917 erhielt Maurer die silberne Medaille des Verdienstordens der Bayerischen Krone.